# La Cetra

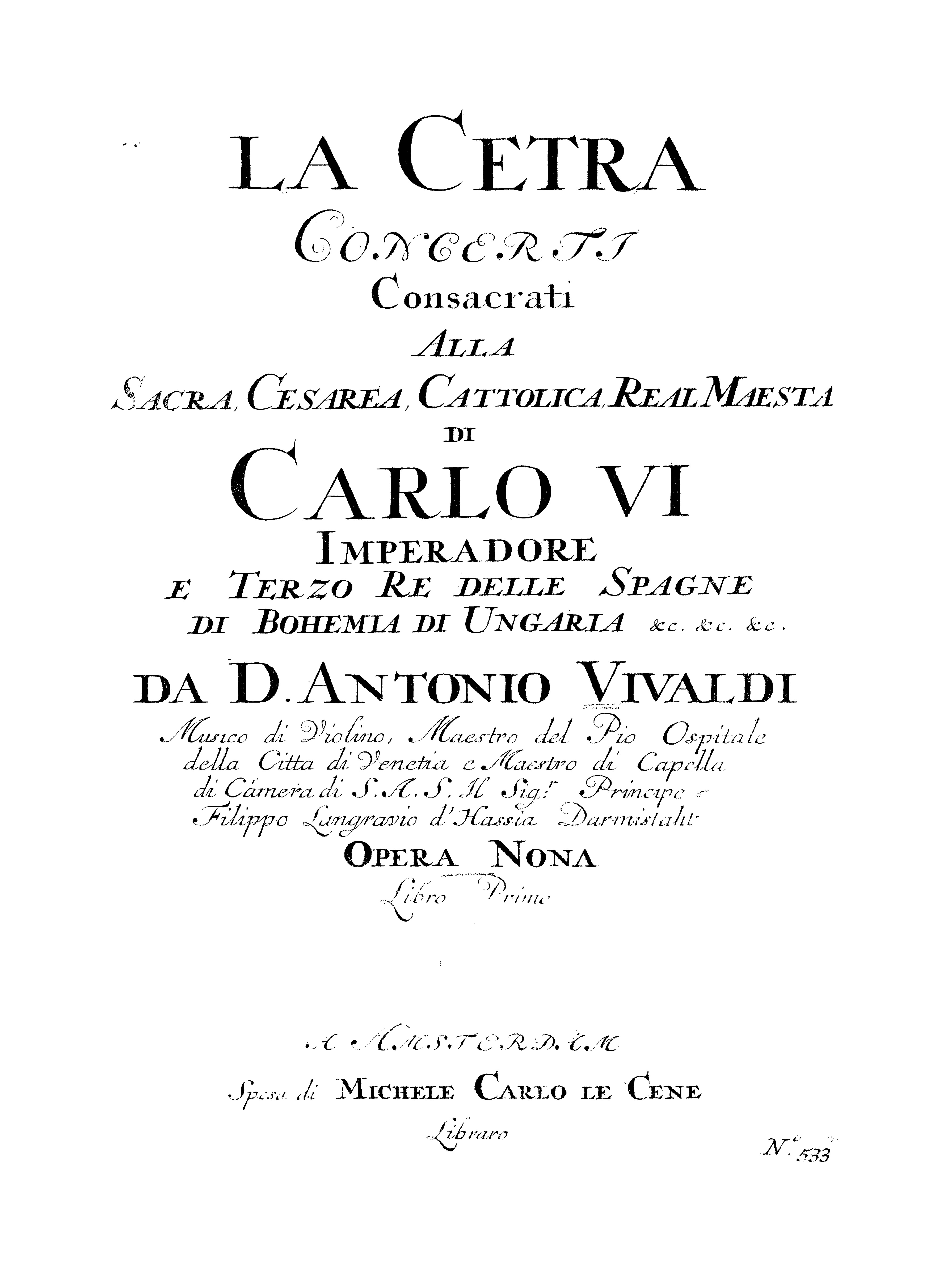
La Cetra, op. 9

La cetra, (la cítara) Op. 9, es un conjunto de doce conciertos para violín compuestos por Antonio Vivaldi, publicados en 1727. Todos ellos son para violín solista, cuerdas, y bajo continuo, a excepción del N.º 9 en Si bemol para dos violines solistas. La colección se tituló con el nombre de un instrumento similar a la lira, lo que remite a toda la tradición de Orfeo, así como a la del rey David. Fue dedicada al emperador Carlos VI .

## Lista de conciertos[1]
Concierto Nº 1 en Do mayor, RV 181a
1. Allegro
2. Largo
3. Allegro

Concierto Nº 2 en La mayor, RV 345
1. Allegro
2. Largo
3. Allegro

Concierto Nº 3 en Sol menor , RV 334
1. Allegro no molto
2. Largo
3. Allegro no molto

Concierto Nº 4 en Mi mayor RV 263a
1. Allegro no molto
2. Largo
3. Allegro no molto

Concierto Nº 5 en La menor, RV 358
1. Adagio - Presto
2. Largo
3. Allegro

Concierto Nº 6 en La mayor, RV 348
1. Allegro
2. Largo
3. Allegro no molto

Concierto Nº 7 en Si bemol mayor, RV 359
1. Allegro
2. Largo
3. Allegro

Concierto Nº 8 en Re menor, RV 238
1. Allegro
2. Largo
3. Allegro

Concierto Nº 9 en Si bemol mayor, RV 530
1. Allegro
2. Largo e spiccato
3. Allegro

Concierto Nº 10 en Sol mayor, RV 300
1. Allegro molto
2. Largo cantabile
3. Allegro

Concierto Nº 11 en Do menor RV 198un
1. Allegro
2. Adagio
3. Allegro

Concierto Nº 12 en Si menor, RV 391
1. Allegro no molto
2. Largo
3. Allegro